# Eduardo Gamond
Eduardo Gamond (Córdoba, 20 de diciembre de 1909 - ibidem, 7 de mayo de 1988) fue un político argentino, dirigente de la Unión Cívica Radical en Córdoba. Fue presidente del Comité Provincia en dos ocasiones 1952-1954 y 1955-1958, Senador Nacional por Córdoba y Presidente Provisional del Senado de la Nación 1963-1966, fue candidato a Gobernador de Córdoba en 1958 y también fue candidato a vicepresidente en 1973 con la fórmula Balbín-Gamond.

## Biografía

### Política
Eduardo Gamond, dentro del partido perteneció al Sabattinismo.  
En el año 1952 Eduardo Gamond fue elegido Presidente del Comité Provincia cargo que desempeñaría hasta 1954 y que luego volvería a ejercer en 1955 hasta 1958.
En las Elecciones legislativas de Argentina de 1954 fue candidato a diputado nacional en el puesto 2 logrando el 40,28% (52.015 votos) perdiendo ante la peronista Celia Allevi de Golletti.

### Presidente de la Unión Cívica Radical de Córdoba
El 18 de diciembre de 1955, Gamond vuelve a ganar las internas del partido para la presidencia del Comité Provincia de Córdoba pero esta vez le gana a Angel Reale y a Mauricio Yadarola y así lideró al partido hasta el año 1958.

### Candidato a Gobernador de Córdoba[2]
Siendo presidente del partido desde 1955, en 1958, Gamond fue elegido como candidato a Gobernador por el radicalismo (UCRP) su compañero de fórmula fue Jose Luis Vesco (quien sería Diputado Nacional en 1960 hasta el golpe de 1962 y nuevamente de 1973-1976). En esas elecciones la Fórmula Gamond-Vesco pierde contra la fórmula de la Unión Cívica Radical Intransigente, Zanichelli-Reale.

### Gamond impone al candidato a vicegobernador en Córdoba
Para las Elecciones provinciales  de Córdoba de 1963, el radicalismo llevaría como candidato a gobernador a Justo Páez Molina quien había sido electo vicegobernador en 1962 acompañando a Arturo Illia quienes habían ganado pero luego las elecciones fueron anuladas.
Para completar la formula Gamond logra imponer a Hugo Leonelli ex intendente de Bell Ville como candidato a vicegobernador. La formula Páez Molina-Leonelli resulto electa y gobernaron desde 1963 hasta el golpe de estado de 1966.

### Senador Nacional, 1963-1966
En el Año 1963 Arturo Illia fue elegido Presidente de la Nación y ese mismo año Gamond resultó elegido Senador de la Nación Argentina y elegido Presidente Provisional del Senado de la Nación ambos cargos ejerció durante todo el gobierno de Illia (1963-1966), siendo uno de los hombres de más confianza del Presidente. Fue Delegado al Comité Nacional de la UCRP el 7 de julio de 1963 y nuevamente el 9 de enero de 1966 hasta el 28 de junio de ese mismo año.

### Candidato a Vicepresidente
En 1972 Ricardo Balbín eligió a Gamond como su candidato a Vicepresidente para las Elecciones a Presidente de 1973, pero antes tuvieron que ir a internas para definir que fórmula representaría a la Unión Cívica Radical, la fórmula Balbín-Gamond venció a la fórmula Alfonsín-Storani en esas internas. Ya en las Elecciones a Presidente la fórmula Radical (Ricardo Balbín-Eduardo Gamond)salió en segundo lugar con el 21,29% de los votos detrás de la fórmula Peronista, Héctor Cámpora-Vicente Solano Lima que obtuvieron el 49,56% de los votos.

## Resultados
Elecciones a Gobernador Córdoba 1958
| Fórmula                                 | Partido                            | Votos   |
| --------------------------------------- | ---------------------------------- | ------- |
| Arturo Zanichelli Angel Reale           | Unión Cívica Radical Intransigente | 359.528 |
| Eduardo Gamond Jose Luis Vesco          | Unión Cívica Radical               | 309.228 |
| Pedro J. Frías Carlos A. Pereyra Duarte | Partido Demócrata Cristiano        | 84.441  |
| Octavio Capdevila Eliseo Alvarez        | Partido Demócrata de Córdoba       | 57.044  |
| Ventura Cid Lujan Jorge Otero Pizarro   | Partido Populista Unificado        | 10.729  |
| Juan P. Prassasco Alberto Orlandini     | Partido Socialista                 | 10.059  |

Elecciones a Presidente Argentina marzo de 1973 
| Fórmula                                                                                                  | Partido                                                       | Votos      | Porcentaje |
| --- | ------------------------------------------------------------- | ---------- | ---------- |
| Héctor José Cámpora Vicente Solano Lima                                                                  | Frente Justicialista de Liberación PJ-PCP-MID                 | 5.907.464  | 49.56      |
| Ricardo Balbín Eduardo Gamond                                                                            | Unión Cívica Radical                                          | 2.537.605  | 21.29      |
| Francisco Manrique Rafael Martínez Raymonda                                                              | Alianza Popular Federalista Partido Federal-PDP-Unión Popular | 1.775.867  | 14.90      |
| Oscar Alende Horacio Sueldo                                                                              | Alianza Popular Revolucionaria PI-PRC-PCA                     | 885.201    | 7.43       |
| Ezequiel Martínez Leopoldo Bravo                                                                         | Alianza Republicana Federal                                   | 347.215    | 2.91       |
| Julio Chamizo Raúl Ondarts                                                                               | Nueva Fuerza                                                  | 234.188    | 1.96       |
| Américo Ghioldi René Balestra                                                                            | Partido Socialista Democrático                                | 109.068    | 0.92       |
| Otros | Otros                                                         | 122.367    | 1.03       |
| Total | Total                                                         | 11.918.975 | 100.00     |
| Nota: Dada la renuncia de la fórmula Balbín/Gamond, se proclamó electa a la fórmula Cámpora/Solano Lima. |                                                               |            |            |